# John Head
John L. Head (Springfield, 22 luglio 1915 – Henderson, 8 maggio 1980) è stato un allenatore di pallacanestro statunitense.

## Carriera
Head ha allenato la squadra femminile del Nashville Business College dal 1948 al 1969; nell'arco della sua carriera ha collezionato 689 vittorie a fronte di 94 sconfitte. Ha inoltre guidato la Nazionale femminile statunitense ai Mondiali del 1953 e del 1957, oltreché ai IV Giochi panamericani.
Nel suo palmarès figurano 11 titoli dell'Amateur Athletic Union Championship (1950, 1958, 1960, e dal 1962 al 1969), 2 medaglie d'oro ai Mondiali femminili e una ai Giochi panamericani.
Nel 1999 è stato inserito tra i membri del Women's Basketball Hall of Fame.